# نظام التصنيف التجميعي المكاني
استناداً إلى تصنيف بيرغيرون، فإن مخطط تصنيف الكتلة الهوائية، هو نظام تصنيف مركب مكاني. يوجد ست فئات لهذا النظام، وهي: جاف قطبي (مشابه للقطب القاري)، جاف معتدل (مشابه للبحري الفائق)، جاف استوائي (مشابه للاستوائي القاري)، رطب قطبي (مشابه للقطب البحري)، رطب معتدل (هجين بن القطبي البحري والاستوائي البحري)، استوائي رطب (مشابه للاستوائي البحري أو الرياح الموسمية البحرية أو الاستوائي البحري)..